# مزرعة رياح سيدي داوود

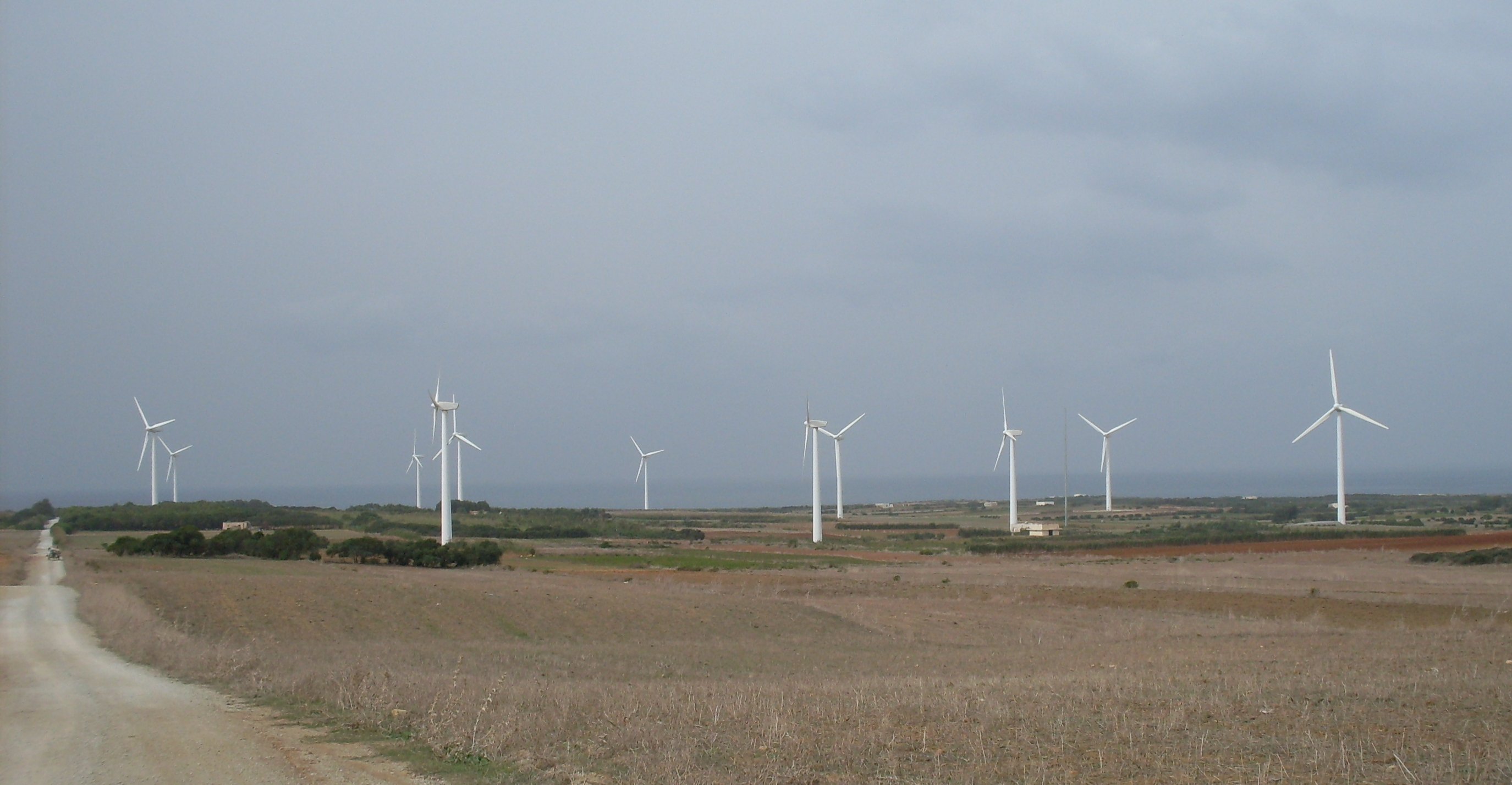
منظرة لمزرعة الرياح

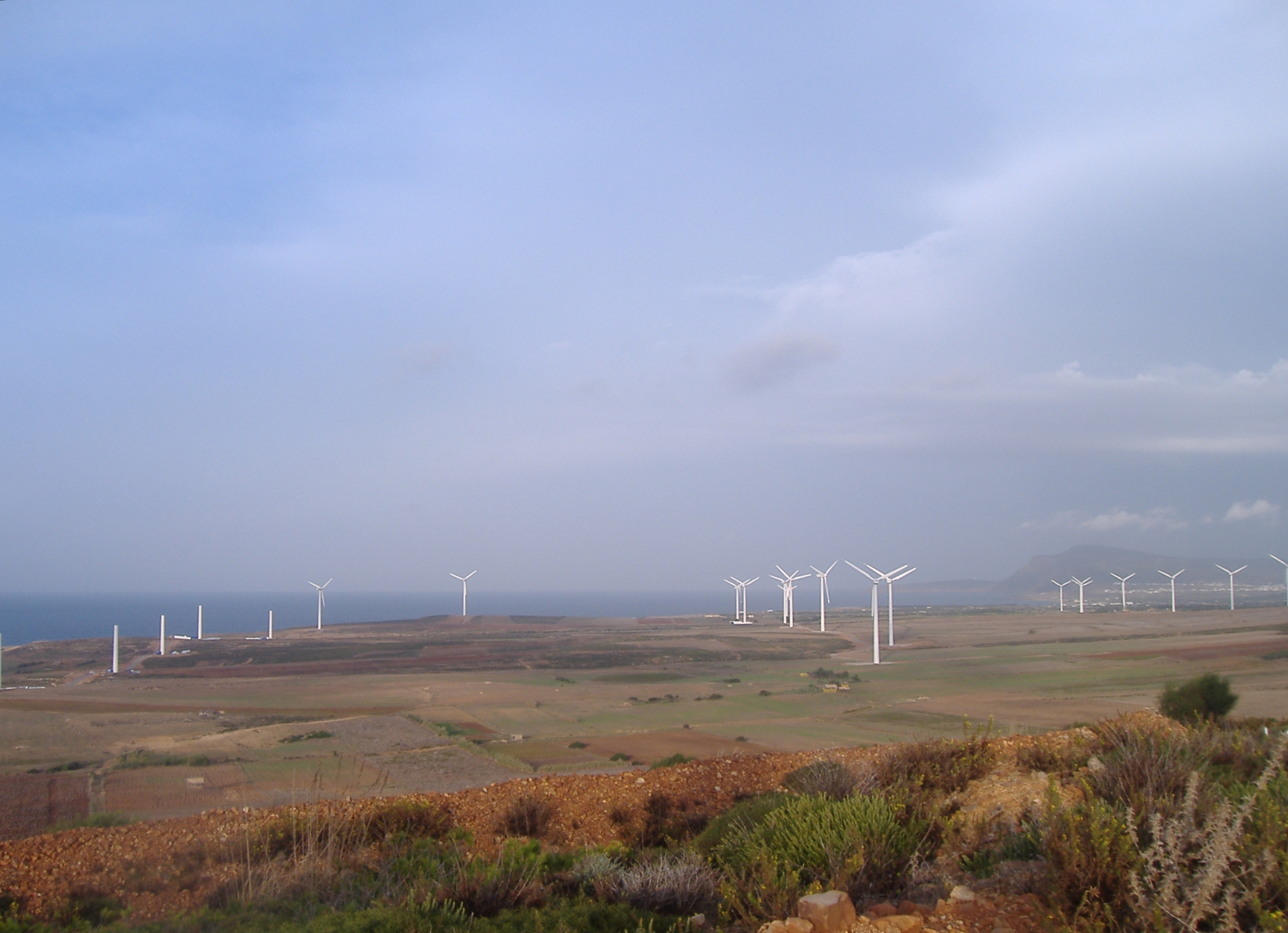
منظرة لمزرعة الرياح

مزرعة رياح سيدي داوود (بالفرنسية: Parc éolien de Sidi Daoud) هي محطة توليد طاقة موجودة في منطقة كثيرة الرياح في أقصى شمال الرأس الطيب في تونس.

تم إنشاؤها واستغلالها من قبل الشركة التونسية للكهرباء والغاز سنة 2000 على بعد حوالي 50 كم عن العاصمة تونس. تتكون من قرابة 40 عنفة رياح تقدم 2% من الاستهلاك الطاقي في البلاد. كانت الوحيدة من هذا النوع حتى سنة 2009.

المشروع الذي قيمته 54 مليون يورو، تم تمويله من قبل صندوق البيئة العالمي وبرنامج الأمم المتحدة الإنمائي. يدة ل هذا المشروع في برنامج وطني لتوسيع استخدام الطاقات المتجددة. 

## الأجهزة المثبتة
- مجموع الطاقة: 560 10 كيلو وات (منذ 2000).
- مجموع الطاقة: 720 8 كيلو واط (منذ 2003).
- مجموع الطاقة: 320 34 كيلو واط (منذ 2009).

## القدرة المركبة والقدرة على الإنتاج
- مجموع الطاقة المثبتة: 53.6 ميغا واط (MW)
- الإنتاج السنوي المقدر: 123 جيغا واط ساعي (GWh).
- السكان الذين يزودون من المزرعة: 300 49 شخص.